# Wojciech Bartelski
Wojciech Bartelski (Varsavia, 20 giugno 1977) è un politico polacco e creatore del sito web OlimpBase.
Si è laureato in economia nel 2002 all'Università di Varsavia. È entrato nella vita politica nel partito Platforma Obywatelska, venendo eletto nel 2006 al consiglio comunale della città di Varsavia. In seguito rinunciò a questo incarico per diventare sindaco del quartiere di Śródmieście, il più centrale dei 18 quartieri della città.  
Nei primi anni 1990 era iscritto al Polonia Warsaw Chess Club, partecipando a qualche torneo, ma poi abbandonò gli scacchi agonistici per dedicarsi alla fondazione e gestione del sito "OlimpBase", considerato il più grande database del mondo sulle Olimpiadi degli scacchi ed altri tornei di scacchi a squadre.